# Municipio de Bath (Illinois)
El municipio de Bath (en inglés: Bath Township) es un municipio ubicado en el condado de Mason en el estado estadounidense de Illinois. En el año 2010 tenía una población de 866 habitantes y una densidad poblacional de 4,65 personas por km².

## Geografía
El municipio de Bath se encuentra ubicado en las coordenadas 40°9′21″N 90°6′55″O / 40.15583, -90.11528. Según la Oficina del Censo de los Estados Unidos, el municipio tiene una superficie total de 186.09 km², de la cual 172,95 km² corresponden a tierra firme y (7,06 %) 13,15 km² es agua.

## Demografía
Según el censo de 2010, había 866 personas residiendo en el municipio de Bath. La densidad de población era de 4,65 hab./km². De los 866 habitantes, el municipio de Bath estaba compuesto por el 98,85 % blancos, el 0,23 % eran asiáticos y el 0,92 % eran de una mezcla de razas. Del total de la población el 0,81 % eran hispanos o latinos de cualquier raza.